# Arlequinus krebsi
Arlequinus krebsi е вид жаба от семейство Hyperoliidae. Видът е застрашен от изчезване.

## Разпространение
Разпространен е в Камерун.

## Описание
Популацията на вида е намаляваща.